# Tharpyna venusta
Tharpyna venusta là một loài nhện trong họ Thomisidae.
Loài này thuộc chi Tharpyna. Tharpyna venusta được Ludwig Carl Christian Koch miêu tả năm 1874.